# Oxyrhopus guibei
Oxyrhopus guibei é uma espécie de serpente da família Dipsadidae. Coral falsa, que possui na cabeça anel negro em formato triangular, seguido de dois anéis negros com único anel branco (o que as difere das verdadeiras), e logo após, possui a famosa tríade de anéis negros, intercalados com brancos (característica típica das corais verdadeiras). Costuma atingir em torno de 1,30m. E tem a cauda bem fina.